# Sorong
Sorong este un oraș situat în partea de est a Indoneziei, în peninsula Doberai, situată în vestul insulei Noua Guinee.

## Orașe înfrățite
- Nuuk, Groenlanda
- Gaborone, Botswana